# Либкнехтовка
Либкне́хтовка (до 1924 Кита́й; укр. Лібкнехтівка, крымскотат. Qıtay, Къытай) — село в Ленинском районе (Автономной) Республики Крым, входит в состав Чистопольского сельского поселения (Чистопольского сельсовета).

## Население
| 2001 | 2014 |
| ---- | ---- |
| 461  | ↘248 |

Всеукраинская перепись 2001 года показала следующее распределение по носителям языка
| Язык             | Процент |
| ---------------- | ------- |
| русский          | 32.97   |
| крымскотатарский | 52.49   |
| украинский       | 13.67   |

### Динамика численности
| - 1805 год — 108 чел. - 1864 год — 64 чел. - 1889 год — 119 чел. - 1892 год — 63 чел. - 1902 год — 154 чел. - 1904 год — 30 чел. - 1915 год — 0/86 чел. | - 1919 год — 50 чел. - 1926 год — 169 чел. - 1989 год — 308 чел. - 2001 год — 461 чел. - 2009 год — 431 чел. - 2014 год — 248 чел. |

## Современное состояние
На 2017 год в Либкнехтовке числится 5 улиц; на 2009 год, по данным сельсовета, село занимало площадь 145 гектара на которой, в 89 дворах, проживал 431 человек. В селе действует библиотека

## География
Расположено на востоке центральной части района и Керченского полуострова, в северных отрогах Парпачского хребта, у истоков балки (реки) Аджиельская. Находится примерно в 45 километрах (по шоссе) на восток от районного центра Ленино, ближайшая железнодорожная станция Чистополье (на линии Джанкой — Керчь) — около 5 километров. Восточнее села расположена гора Маяк (189 м), высота центра села над уровнем моря 139 м. Транспортное сообщение осуществляется по региональной автодороге 35Н-353 Чистополье — до шоссе «граница с Украиной — Джанкой — Феодосия — Керчь» (по украинской классификации — С-0-10846).

## История
Первое документальное упоминание села встречается в Камеральном Описании Крыма… 1784 года, судя по которому, в последний период Крымского ханства Хытай входил в Дин Керченский кадылык Кефинского каймаканства. После присоединения Крыма к России (8) 19 апреля 1783 года, (8) 19 февраля 1784 года, именным указом Екатерины II сенату, на территории бывшего Крымского Ханства была образована Таврическая область и деревня была приписана к Левкопольскому, а после ликвидации в 1787 году Левкопольского — к Феодосийскому уезду Таврической области. Перед Русско-турецкой войной 1787—1791 годов производилось выселение крымских татар из прибрежных селений во внутренние районы полуострова, в ходе которого в Китай был переселён 41 человек. В конце войны, 14 августа 1791 года всем было разрешено вернуться на место прежнего жительства. После Павловских реформ, с 1796 по 1802 год, входила в Акмечетский уезд Новороссийской губернии. По новому административному делению, после создания 8 (20) октября 1802 года Таврической губернии, Китай был включён в состав Акмозской волости Феодосийского уезда.
По Ведомости о числе селений, названиях оных, в них дворов… состоящих в Феодосийском уезде от 14 октября 1805 года , в деревне Китай числилось 13 дворов и 108 жителей. На военно-топографической карте генерал-майора Мухина 1817 года деревня Китай обозначена с 16 дворами. После реформы волостного деления 1829 года Китай, согласно «Ведомости о казённых волостях Таврической губернии 1829 года», отнесли к Чурубашской волости (переименованной из Аккозской). Видимо, вследствие эмиграции крымских татар в Турцию, деревня опустела и на карте 1836 года в русской деревне Китай 9 русских дворов и 1 татарский, а на карте 1842 года Русский Китай обозначен условным знаком «малая деревня», то есть, менее 5 дворов.
В 1860-х годах, после земской реформы Александра II, деревню приписали к Сарайминской волости. Согласно «Памятной книжке Таврической губернии за 1867 год», деревня Китай была покинута жителями в 1860—1864 годах, в результате эмиграции крымских татар, особенно массовой после Крымской войны 1853—1856 годов, в Турцию и заселена русскими и, согласно «Списку населённых мест Таврической губернии по сведениям 1864 года», составленному по результатам VIII ревизии 1864 года, Китай — владельческая русская деревня с 11 дворами и 64 жителями при колодцах. На трёхверстовой карте 1865—1876 года в деревне русский Китай обозначено 11 дворов. Согласно энциклопедическому словарю «Немцы России», лютеранское поселение в опустевшей деревне было основано крымскими немцами в 1860 году на 1500 десятинах земли. В 1888 году в Китае была открыта начальная немецкая школа (со сроком обучения 7 лет). Преподавались Закон Божий, немецкий и русский языки, арифметика, география, чистописание, черчение, пение. В 1891 году в школе обучалось 11 мальчиков и 16 девочек. По «Памятной книге Таврической губернии 1889 года», по результатам Х ревизии 1887 года, в деревне Китай числилось 18 дворов и 119 жителей. По «…Памятной книжке Таврической губернии на 1892 год» в Китае, входившем в Ново-Александровское сельское общество, числилось 63 жителя в 8 домохозяйствах. На верстовой карте Крыма 1896 года в селении обозначено 18 дворов с немецким населением. По «…Памятной книжке Таврической губернии на 1902 год» в деревне Китай, входившей в Ново-Александровское сельское общество, числилось 154 жителя, домохозяйств не имеющих, а в 1904 году, по энциклопедическому словарю деревню населяли 30 человек. На 1914 год в селении действовало немецкое земское училище. По Статистическому справочнику Таврической губернии. Ч.II-я. Статистический очерк, выпуск пятый Феодосийский уезд, 1915 год, в деревне Китай Сарайминской волости Феодосийского уезда числилось 10 дворов (все дворы с землёй) с немецким населением в количестве 86 человек только «посторонних» жителей, из которых 41 мужчина и 45 женщин. Жители владели 1699 десятинами удобной земли. В хозяйствах имелось 90 лошадей, 124 вола и 87 коров, в 1918 году — 50 человек.
После установления в Крыму Советской власти, по постановлению Крымревкома, 25 декабря 1920 года из Феодосийского уезда был выделен Керченский (степной) уезд, а, постановлением ревкома № 206 «Об изменении административных границ» от 8 января 1921 года была упразднена волостная система и в составе Керченского уезда был создан Керченский район в который вошло село (в 1922 году уезды получили название округов. 11 октября 1923 года, согласно постановлению ВЦИК, в административное деление Крымской АССР были внесены изменения, в результате которых округа были отменены и основной административной единицей стал Керченский район в который вошло село, в который включили село. В 1924 году, на сходе жителей, село было решено переименовать в Либкнехтовку. Согласно Списку населённых пунктов Крымской АССР по Всесоюзной переписи 17 декабря 1926 года, в селе Либкнехтовка (оно же Китай), центре Либкнехтовского сельсовета Керченского района, числился 45 дворов, из них 40 крестьянских, население составляло 169 человек (82 мужчины и 87 женщин). В национальном отношении учтено 92 немца, 74 русских, 3 украинца, действовала русская школа. Постановлением ВЦИК «О реорганизации сети районов Крымской АССР» от 30 октября 1930 года (по другим сведениям 15 сентября 1931 года) Керченский район упразднили и село включили в состав Ленинского, а, с образованием в 1935 году Маяк-Салынского района (переименованного 14 декабря 1944 года в Приморский) — в состав нового района. На километровой карте Генштаба Красной армии 1941 года в селе Либкнехтовка, или Китай, обозначено 33 двора. Вскоре после начала Великой Отечественной войны, 18 августа 1941 года крымские немцы были выселены, сначала в Ставропольский край, а затем в Сибирь и северный Казахстан.
Во время Великой Отечественной войны районе селения Китай вели боевые действия в декабре 1941 года — мае 1942 года войска Крымского фронта. В апреле 1944 года освобождали Крым части Приморской армии . Погибшие при обороне села (количество пока не установлено) были похоронены в братской могиле на сельском кладбище, на которой установлен скромный памятник-пирамидка с мраморной мемориальной доской. Постановлением Совета министров Республики Крым № 627 от 20 декабря 2016 года отнесён к категории объектов исторического наследия России.
После освобождения Крыма от фашистов, 12 августа 1944 года было принято постановление № ГОКО-6372с «О переселении колхозников в районы Крыма» и в сентябре того же года в район приехали первые новоселы 204 семьи из Тамбовской области, а в начале 1950-х годов последовала вторая волна переселенцев из различных областей Украины. С 25 июня 1946 года Либкнехтовка в составе Крымской области РСФСР, а 26 апреля 1954 года Крымская область была передана из состава РСФСР в состав УССР. Время упразднения сельсовета и включения в Чистопольский пока не установлено: на 15 июня 1960 года Либкнехтовка уже числилась в его составе. Указом Президиума Верховного Совета УССР «Об укрупнении сельских районов Крымской области», от 30 декабря 1962 года Приморский район был упразднён и вновь село присоединили к Ленинскому. По данным переписи 1989 года в селе проживало 308 человек. С 12 февраля 1991 года село в восстановленной Крымской АССР, 26 февраля 1992 года переименованной в Автономную Республику Крым. С 21 марта 2014 года в составе Крыма аннексирована Россией.
12 мая 2016 года парламент Украины, не признающий российскую аннексию, принял постановление о переименовании села в Китай (укр. Китай), в соответствии с законами о декоммунизации, однако данное решение не вступает в силу до «возвращения Крыма под общую юрисдикцию Украины».